# Makave
Makave ist ein Ort der Inselgruppe Vavaʻu im Norden des pazifischen Königreichs Tonga. Er hat 354 Einwohner (Stand 2021).

## Geographie
Der Ort liegt östlich von Neiafu am Nordende der Bucht Neiafu Tahi.